# Jean Mollard
 (novembre 2013).
Si vous disposez d'ouvrages ou d'articles de référence ou si vous connaissez des sites web de qualité traitant du thème abordé ici, merci de compléter l'article en donnant les références utiles à sa vérifiabilité et en les liant à la section « Notes et références ».
Pour les articles homonymes, voir Mollard.
Jean Mollard est un ingénieur et électricien, connu pour avoir conçu la « soucoupe plongeante » SP-350 avec Jacques-Yves Cousteau à l'Office français de recherches sous-marines entre 1956 et 1959.